# Ritratto di Giulio II
Il Ritratto di Giulio II è un dipinto a olio su tavola (108,7x80 cm) commissionato da Papa Giulio II a Raffaello, databile al 1511. È conservato nella National Gallery di Londra. Ne esistono una seconda versione su tela (107x80 cm), del 1512, conservata negli Uffizi di Firenze, e una terza, sempre su tavola, attribuita a Raffaello e alla sua bottega (106,5x78,5), databile tra il 1511 e il 1512 ed esposta allo Städel di Francoforte.

## Storia
Vasari (1568) e Lomazzo descrissero un ritratto ad opera di Raffaello nella basilica di Santa Maria del Popolo a Roma. Fu acquistato in cambio di elemosine dal cardinal Sfondrati, assieme alla Madonna del Velo, nella stessa sede. L'opera, passata nella collezione Borghese nel 1608, era stata in seguito venduta all'imperatore Rodolfo II e da allora se ne erano perse le tracce.
A lungo l'originale venne considerata una tela degli Uffizi, che proveniva però dalle collezioni dei Della Rovere da Urbino e che non appariva collegabile alla tavola di santa Maria del Popolo. Il dipinto fiorentino inoltre era già stato assegnato a Giulio Romano negli archivi urbinati, e solo dopo l'arrivo a Firenze, con l'eredità di Vittoria Della Rovere, venne attribuita al Sanzio. Si tratta probabilmente di una copia antica, richiesta dai Della Rovere.
Nel 1976 uno studioso della National Gallery di Londra sciolse l'enigma del dipinto, che era stato acquistato nel 1824 dal museo e che si trovava in Inghilterra dalla fine del Settecento. Fu ritrovato infatti sulla tavola un numero d'inventario, il 118, che si scoprì corrispondere con quello della Galleria di Scipione Borghese al 1693. Un procedimento analogo permise anche di ritrovare la Madonna del Velo, tra le tante copie conosciute, in quella del Museo Condé di Chantilly.
Le analisi scientifiche hanno poi confermato l'autografia raffaellesca e un restauro ha restituito la qualità pittorica dell'opera, fino ad allora nascosta sotto spessi strati di vernice ingiallita.
Esiste un disegno preparatorio del volto del papa, probabilmente eseguito dal vero, nelle collezioni del Duca di Devonshire a Chatsworth.
Nella Galleria Palatina di Firenze esiste una copia del ritratto attribuita a Tiziano.

## Descrizione e stile
Il papa è raffigurato  seduto sulla sedia camerale con braccioli e ghiande sui pomoli dello schienale, un richiamo allo stemma Della Rovere. La sua figura, un po' curva, è girata di tre quarti verso destra. La barba è lunga, come dal voto fatto nel 1511, e indossa il camauro di velluto rosso, la mantella rossa bordata d'ermellino (la mozzetta) e la tunica bianca. Lo sfondo del parato verde, con decorazioni che mostrano le chiavi di san Pietro, esalta i colori della veste e la volumetria del soggetto. Le mani espressive, con gli anelli cerimoniali, reggono un fazzoletto o l'estremità del bracciolo.
I pontefici erano di solito ritratti di profilo, magari in ginocchio, o rigidamente frontali, quasi ieratici, con un'impostazione impersonale ("araldica") o comunque encomiastica. Raffaello rinnovò questa tradizione ritraendo il papa a mezza figura, con un punto di vista diagonale e leggermente dall'alto, come se lo spettatore fosse in piedi accanto al pontefice seduto, rimuovendo qualsiasi distacco fisico e psicologico verso il reverendo ruolo del protagonista. Tale soluzione divenne un modello frequentissimo per i ritratti ufficiali di pontefici. Lo stesso Raffaello lo sviluppò nel Ritratto di Leone X con i cardinali Giulio de' Medici e Luigi de' Rossi, e vi si attennero Sebastiano del Piombo (Ritratto di Clemente VII) e Diego Velázquez (Ritratto di Innocenzo X).
Eccezionale per l'epoca fu anche la rappresentazione intima dello stato d'animo di un soggetto di tale importanza, così evidentemente introspettivo, perso nei propri pensieri. Il 1511 era infatti un anno particolarmente duro per il pontefice, che aveva subito pesanti sconfitte da parte dei Francesi, vedendosi riprendere Bologna e subendo continuamente la minaccia degli eserciti stranieri, che di lì a pochi anni sarebbe infatti esplosa nel drammatico Sacco di Roma (1527).